# Мишівка південна
{{#ifeq:0|0|{{#if:Sicista loriger|{{#if:|[[]}}|[[]]}}}}
Мишівка південна, або мишівка Нордмана (Sicista loriger) — вид степових гризунів з роду Sicista, один з 4-х видів групи Sicista «subtilis», до якої включають також мишівку темну (Sicista severtzovi) та мишівку степову (Sicista subtilis).

## Таксономія

Мапа з ареалами видів степових мишівок на півдні Східної Європи (за: Загороднюк, 2011)

Повна наукова назва — Sicista loriger (Nathusius in Nordmann, 1840). Поширений синонім — Sicista nordmanni. Назва «мишівка південна» та її латинські назви (Sminthus loriger, Sicista nordmanni etc.) використовувалися при описах фауни України здавна, у працях 19 і початку 20 ст. 
Довгий час — близько 1940—2000 рр. — вид розглядали у складі Sicista subtilis s. lato. Вид добре відмінний за ареалом і за цитогенетичними особливостями, зокрема у нього в диплоїдному наборі 26 хромосом на відміну від 2n = 18-22 у Sicista severtzovi та 2n = 24 Sicista subtilis.

## Поширення, охорона
Вид поширений в Україні та Угорщині, на сході його межею є річище Дінця і Дону. Існує одна давня (до 1985 р.) знахідка на північному сході Болгарії.
Внесений до Червоної книги України під назвою надвиду, як Sicista subtilis (s. l.), а у 2021 — як мишівка Нордмана (Sicista lorigera) зі статусом «зникаючий».